# هافر هيل

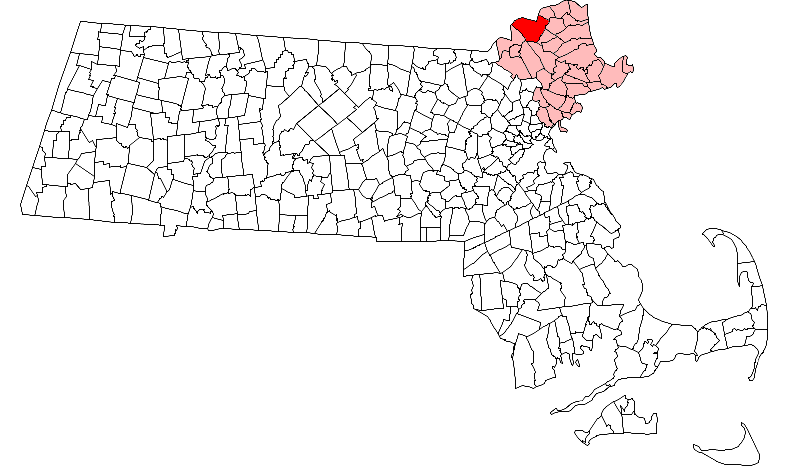
موقع مدينة هافر هيل في ولاية ماساشوستس باللون الأحمر الغامق

هافر هيل (بالإنجليزية: Haverhill)‏ وهي مدينة أمريكية تقع في مقاطعة اسكس بولاية ماساشوستس يبلغ عدد سكان مدينة هافر هيل حوالي 60521 نسمة حسب إحصائيات سنة 2010.

## التركيبة السكانية
حدّد مكتب تعداد الولايات المتحدة بيانات التركيبة السكانية لهافر هيل في تعداد الولايات المتحدة. في ما يلي، التركيبة السكانية حسب تعدادي 2000 و2010.

### تعداد عام 2000
بلغ عدد سكان هافر هيل 58,969 نسمة بحسب تعداد عام 2000، وبلغ عدد الأسر 22,976 أسرة وعدد العائلات 14,858 عائلة مقيمة في المدينة. في حين سجلت الكثافة السكانية 637.8 نسمة لكل كيلومتر مربع (1,651.9/ميل2). وبلغ عدد الوحدات السكنية 23,737 وحدة بمتوسط كثافة قدره 256.8 لكل كيلومتر مربع (665.1/ميل2).
وتوزع التركيب العرقي للمدينة بنسبة 89.67% من البيض و2.41% من الأمريكيين الأفارقة و0.22% من الأمريكيين الأصليين و1.36% من الأمريكيين ذوي الأصول الآسيوية و0.03% من سكان جزر المحيط الهادئ و4.30% من الأعراق الأخرى و2.01% من عرقين مختلطين أو أكثر و8.77% من الهسبانيون أو اللاتينيون من أي عرق.
بلغ عدد الأسر 22,976 أسرة كانت نسبة 35.4% منها لديها أطفال تحت سن الثامنة عشر تعيش معهم، وبلغت نسبة الأزواج القاطنين مع بعضهم البعض 47% من أصل المجموع الكلي للأسر، ونسبة 13.4% من الأسر كان لديها معيلات من الإناث دون وجود شريك، بينما كانت نسبة 4.2% من الأسر لديها معيلون من الذكور دون وجود شريكة وكانت نسبة 35.3% من غير العائلات. تألفت نسبة 28.6% من أصل جميع الأسر من عدة أفراد يعيشون في نفس المنزل ونسبة 10.3% كانت تتألف من شخص يعيش بمفرده يبلغ من العمر 65 عاماً أو أكثر. وبلغ متوسط حجم الأسرة المعيشية 2.51، أما متوسط حجم العائلات فبلغ 3.11.
بلغ العمر الوسطي للسكان 35.5 عاماً. وكانت نسبة 25.6% من القاطنين تحت سن الثامنة عشر، وكانت نسبة 7.1% بين الثامنة عشر والرابعة والعشرين عاماً، ونسبة 33.3% كانت واقعةً في الفئة العمرية ما بين الخامسة والعشرين والرابعة والأربعين عاماً، ونسبة 20.1% كانت ما بين الخامسة والأربعين والرابعة والستين، ونسبة 11.5% كانت ضمن فئة الخامسة والستين عاماً فما فوق. يوجد لكل 100 أنثى 91.3 ذكر، ويوجد لكل 100 أنثى في الثامنة عشر من عمرها فما فوق 86.8 ذكر.
بلغ متوسط دخل الأسرة في المدينة 49,833 دولارًا، أما متوسط دخل العائلة فبلغ 59,772 دولارًا. وكان متوسط دخل الذكور 41,197 دولارًا مقابل 31,779 دولارًا للإناث. وسجل دخل الفرد الخاص بالمدينة 23,280 دولارًا. وكانت نسبة 7% من العائلات ونسبة 9.1% من السكان تحت خط الفقر، وكان من هؤلاء نسبة 12.8% تحت سن الثامنة عشر ونسبة 10% في الخامسة والستين من العمر وما فوق.

## معرض صور

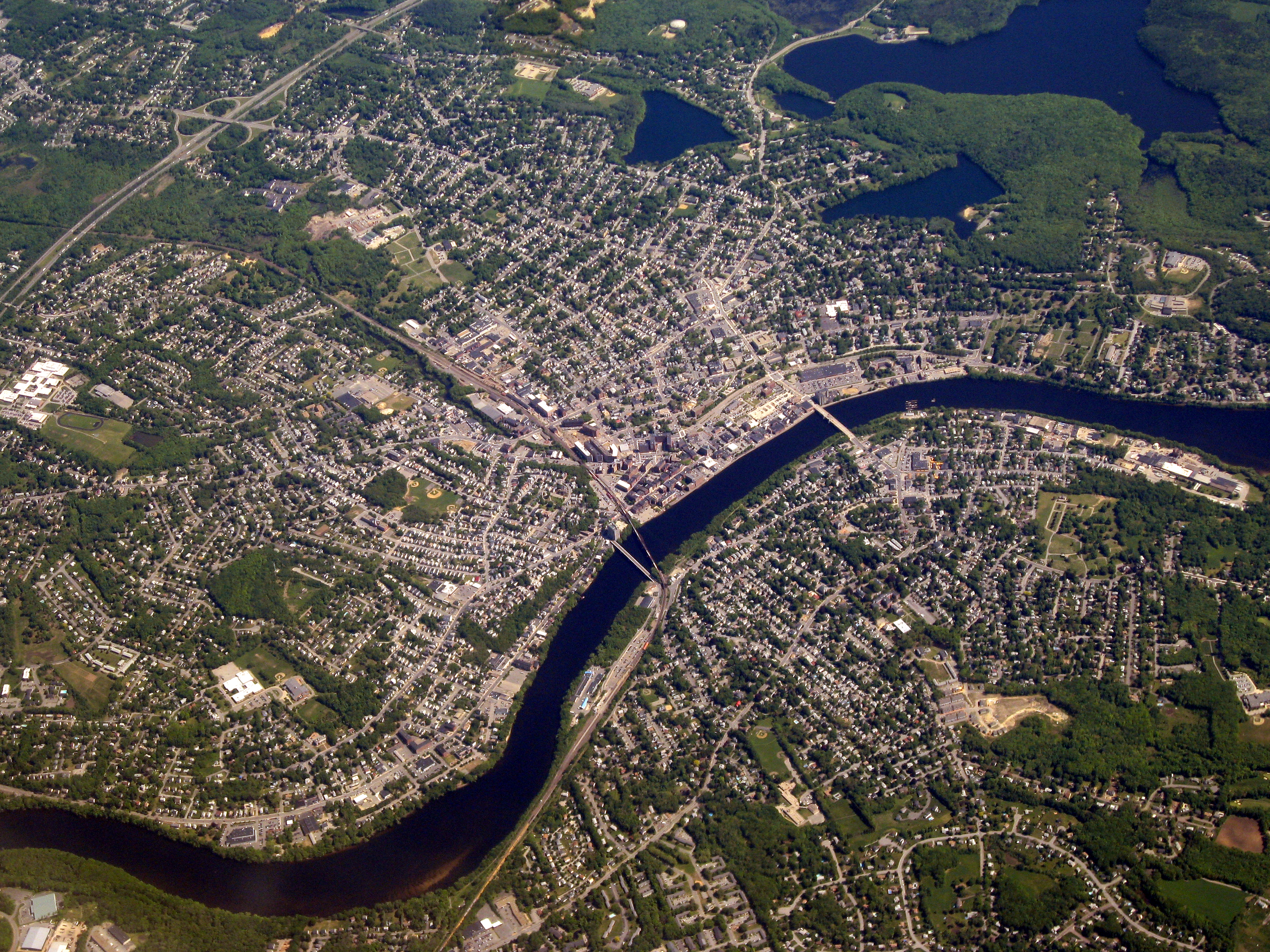
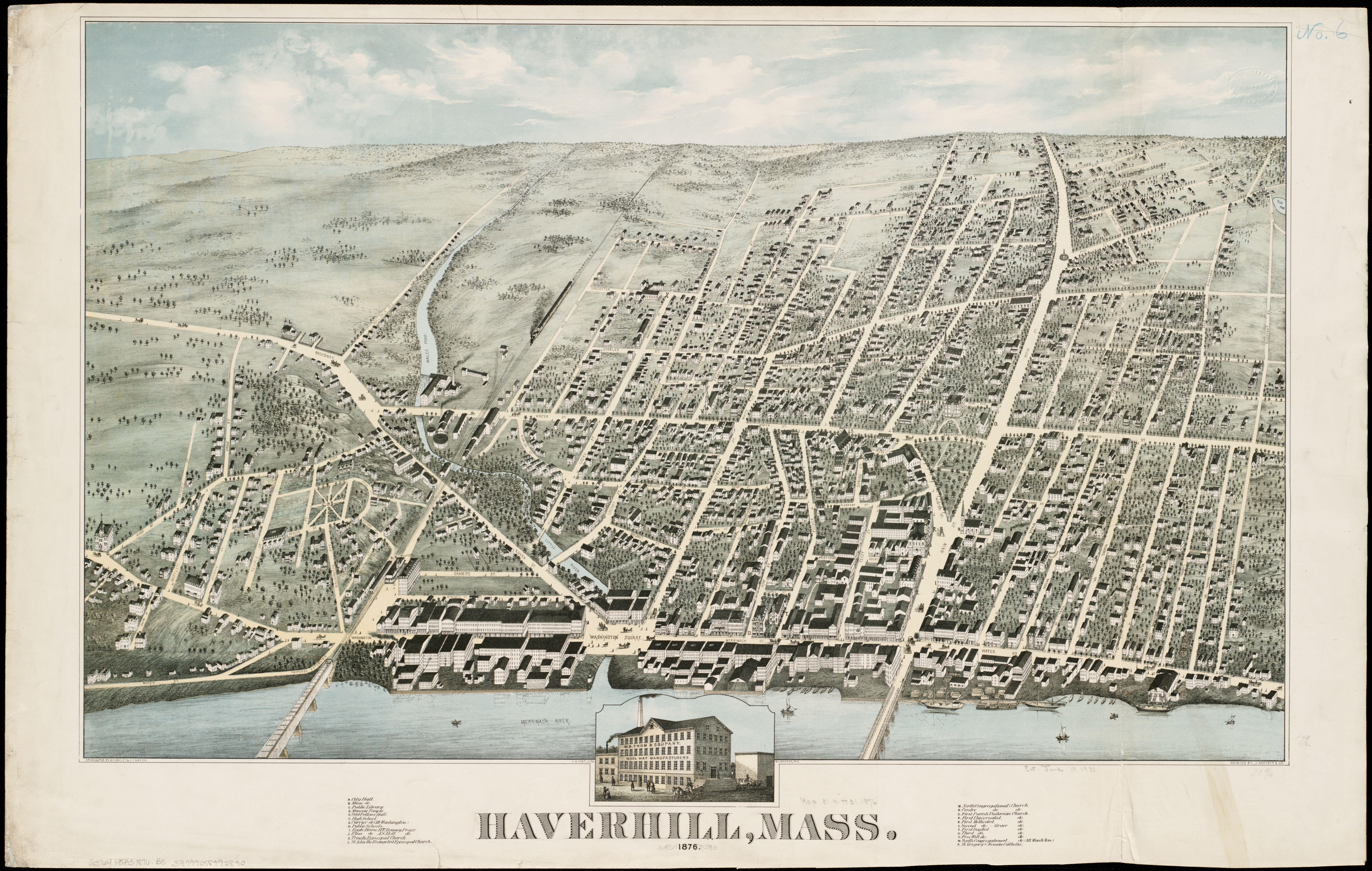
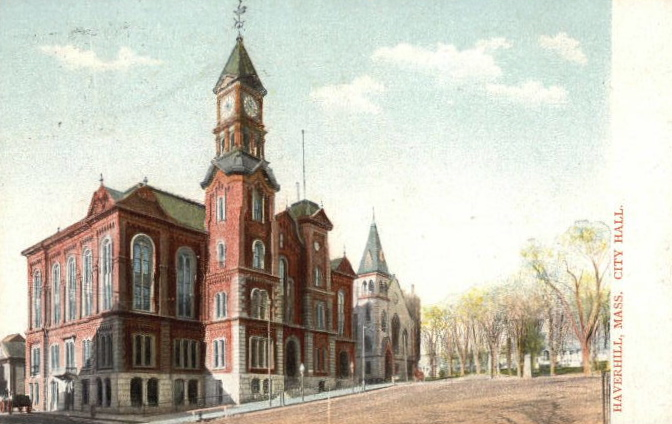
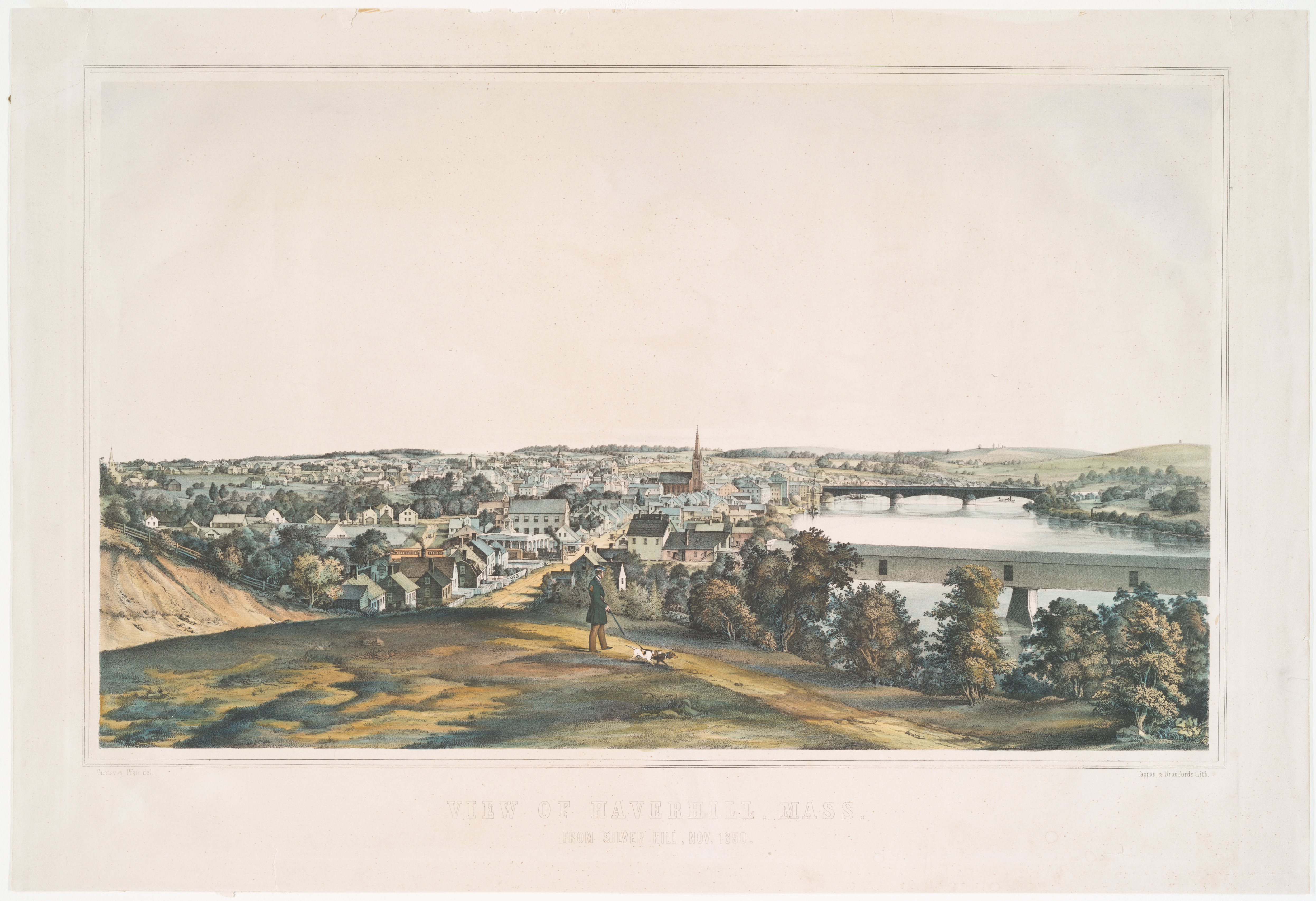
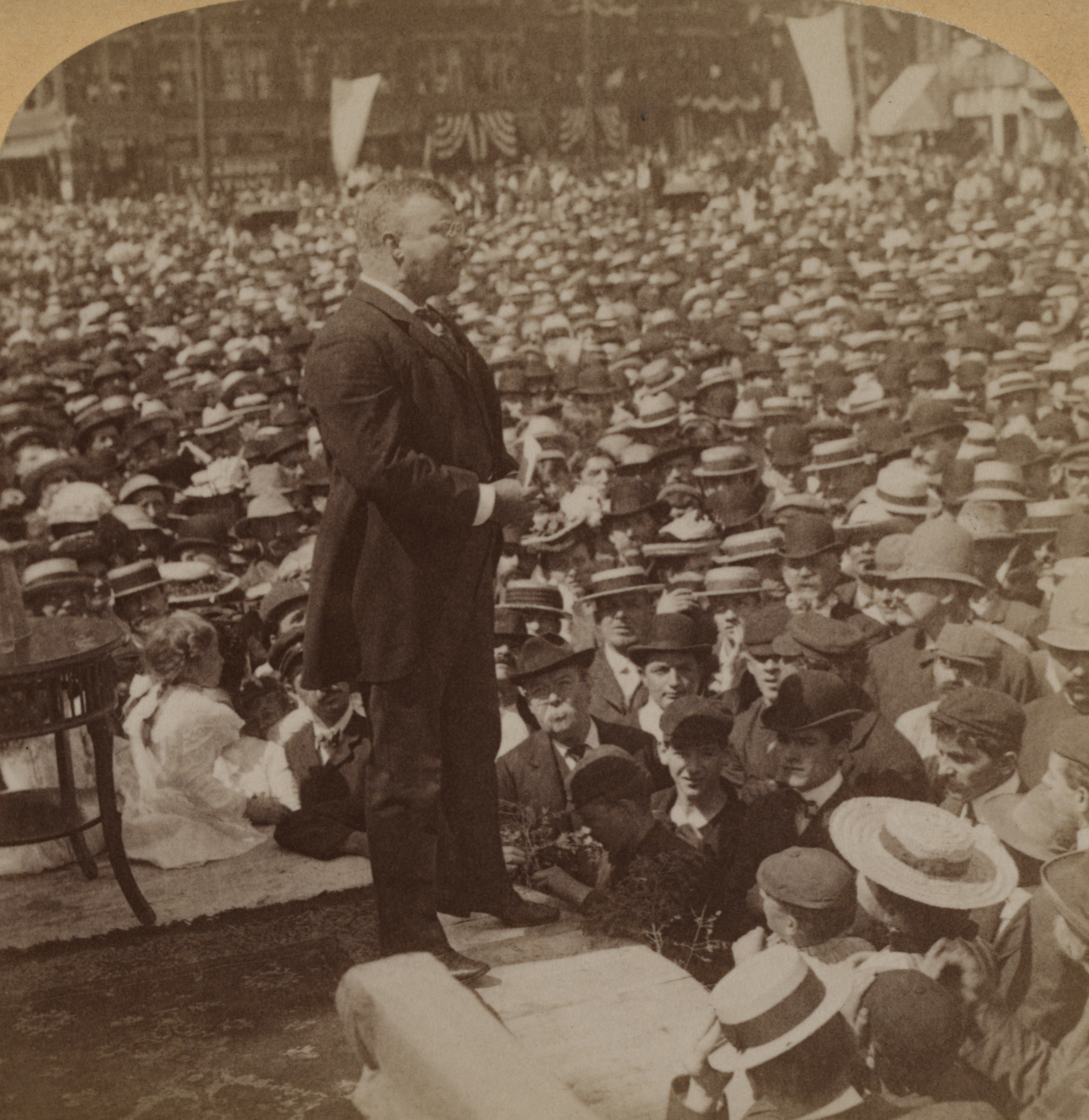

### تعداد عام 2010
بلغ عدد سكان هافر هيل 60,879 نسمة بحسب تعداد عام 2010، وبلغ عدد الأسر 24,150 أسرة وعدد العائلات 15,177 عائلة مقيمة في المدينة. في حين سجلت الكثافة السكانية 658.5 نسمة لكل كيلومتر مربع (1,705.5/ميل2). وبلغ عدد الوحدات السكنية 25,657 وحدة بمتوسط كثافة قدره 277.5 لكل كيلومتر مربع (718.7/ميل2).
وتوزع التركيب العرقي للمدينة بنسبة 86.04% من البيض و3.35% من الأمريكيين الأفارقة و0.29% من الأمريكيين الأصليين و1.62% من الأمريكيين ذوي الأصول الآسيوية و0.03% من سكان جزر المحيط الهادئ و6.06% من الأعراق الأخرى و2.61% من عرقين مختلطين أو أكثر و14.51% من الهسبانيون أو اللاتينيون من أي عرق.
بلغ عدد الأسر 24,150 أسرة كانت نسبة 32.1% منها لديها أطفال تحت سن الثامنة عشر تعيش معهم، وبلغت نسبة الأزواج القاطنين مع بعضهم البعض 43.4% من أصل المجموع الكلي للأسر، ونسبة 14.4% من الأسر كان لديها معيلات من الإناث دون وجود شريك، بينما كانت نسبة 5% من الأسر لديها معيلون من الذكور دون وجود شريكة وكانت نسبة 37.2% من غير العائلات. تألفت نسبة 29.6% من أصل جميع الأسر من عدة أفراد يعيشون في نفس المنزل ونسبة 9.8% كانت تتألف من شخص يعيش بمفرده يبلغ من العمر 65 عاماً أو أكثر. وبلغ متوسط حجم الأسرة المعيشية 2.47، أما متوسط حجم العائلات فبلغ 3.08.
بلغ العمر الوسطي للسكان 38.5 عاماً. وكانت نسبة 23% من القاطنين تحت سن الثامنة عشر، وكانت نسبة 8.6% بين الثامنة عشر والرابعة والعشرين عاماً، ونسبة 28.3% كانت واقعةً في الفئة العمرية ما بين الخامسة والعشرين والرابعة والأربعين عاماً، ونسبة 28% كانت ما بين الخامسة والأربعين والرابعة والستين، ونسبة 12.2% كانت ضمن فئة الخامسة والستين عاماً فما فوق. وتوزع التركيب الجنسي للسكان بنسبة 48% ذكور و52% إناث.

## أعلام
- روب زومبي
- ليونارد وايت
- سيلفيا هيتشكوك
- جيري موسى
- جون غاردنر
- دان روس
- جاي دبليو. إتش بولارد
- توم بيرجيرون
- فونليه نواه
- جيمس روثمان